# 2067
Năm 2067. Trong lịch Gregory, nó sẽ là năm thứ 2067 của Công nguyên hay của Anno Domini; năm thứ 67 của thiên niên kỷ thứ 3 và của thế kỷ 21; và năm thứ tám của thập niên 2060.

## Sự kiện diễn ra
- SEA GAMES 54